# 1559
Het jaar 1559 is het 59e jaar in de 16e eeuw volgens de christelijke jaartelling.

## Gebeurtenissen
januari
- 15 - Koningin Elizabeth I van Engeland wordt gekroond in Westminster Abbey.
- 27 - Koningin Elizabeth herstelt de Engelse Kerk in haar positie en vaardigt de Act of Uniformity uit om het ontstaan van stromingen binnen die kerk te beletten.

februari
- 16 - In Parijs wordt de jonge Hugenoot Jean Morel als ketter veroordeeld.
- 27 - De protestantse Elizabeth I neemt de tweede Act of Supremacy aan. Deze bevestigt de Act of Supremacy uit 1534, en plaatst de Engelse monarch weer boven de paus.
- De paus geeft de bul Cum ex apostolatus officio uit. De Index librorum prohibitorum (lijst van verboden boeken) wordt ingesteld door de Heilige Congregatie van de Inquisitie, (later de Congregatie voor de Geloofsleer).

april
- 3 - De Vrede van Cateau-Cambrésis tussen Frankrijk en de Habsburgse monarchie.
- 12 - Filips II richt de Koninklijke Bibliotheek van de Nederlanden op, waarin de Librije van Bourgondië wordt ondergebracht.

mei
- 2 - John Knox keert uit ballingschap terug in Schotland en neemt de leiding van de Reformatie op zich.
- 12 - Super universas, bul waarin paus Paulus IV een nieuwe bisschoppelijke indeling van de Nederlanden beschrijft. Het bisdom Utrecht wordt verdeeld in de bisdommen Middelburg, Haarlem, Deventer, Leeuwarden, Utrecht en Groningen in het noorden, met Utrecht als aartsbisdom. De eveneens nieuwe bisdommen Roermond en 's Hertogenbosch komen onder de jurisdictie van het aartsbisdom Mechelen.
- 13 - De protestantse Bazelse autoriteiten achtten het nodig het lijk van de Hollandse Wederdoper David Joris op te graven en in het openbaar als ketter te verbranden.

juni
- 2 - Bij koninklijk decreet wordt in Frankrijk op ketterij de doodstraf gesteld.

juli
- 10 - Koning Hendrik II van Frankrijk sterft aan de gevolgen van een ongeval bij een steekspel. Wegens de minderjarigheid van de Dauphin wordt koningin-weduwe Catharina de' Medici regent.
- 21 - De Vlaamse stad Ronse wordt door brand zo grondig verwoest, dat landsheer Filips de inwoners voor twintig jaar belastingvrijdom geeft.

augustus
- 9 - Willem van Oranje wordt stadhouder van Holland, Utrecht, West-Friesland, Voorne en Zeeland.

september
- september - Koning Frans II van Frankrijk geeft opdracht de huizen van samenkomst der protestanten te verwoesten als vergelding voor de beeldenstormen. Vooraanstaande protestanten worden gearresteerd.

oktober
- 4 - Filips III van Nassau-Weilburg wordt opgevolgd door zijn zoons Albrecht en Filips IV.
- 23 - Graaf Lamoraal van Egmont koopt de erfpachtrechten af van de polder Beijerland, dat daarmee een heerlijkheid wordt.

november
- 26 - Adolf van Nassau-Saarbrücken wordt opgevolgd door zijn broer Johan III.

december
- 25 - Kardinaal Giovanni Angelo Medici wordt gekozen tot paus Pius IV.

zonder datum
- De landsheer Filips II geeft de autoriteit over de Nederlanden over aan zijn halfzuster Margaretha van Parma, maar ook kardinaal Granvelle vergroot geleidelijk zijn macht.
- In Antwerpen geeft Adriaan van Haemstede (Adrianus Haemstedius) een grote verzameling documenten uit onder de titel Historie der martelaren die om de getuigenis der evangelische waarheid hun bloed hebben gestort.
- Eerste protestantse Synode (Synode van Parijs).
- Een opstand in Schotland tegen het Franse garnizoen ontaardt in een Beeldenstorm.
- Eerste vermelding van thee in de Westerse literatuur door uit Japan teruggekeerde Portugezen.
- De eerste Latijnse vertaling van de Ta eis heauton of Meditaties van Marcus Aurelius door Xylander.

## Beeldende kunst

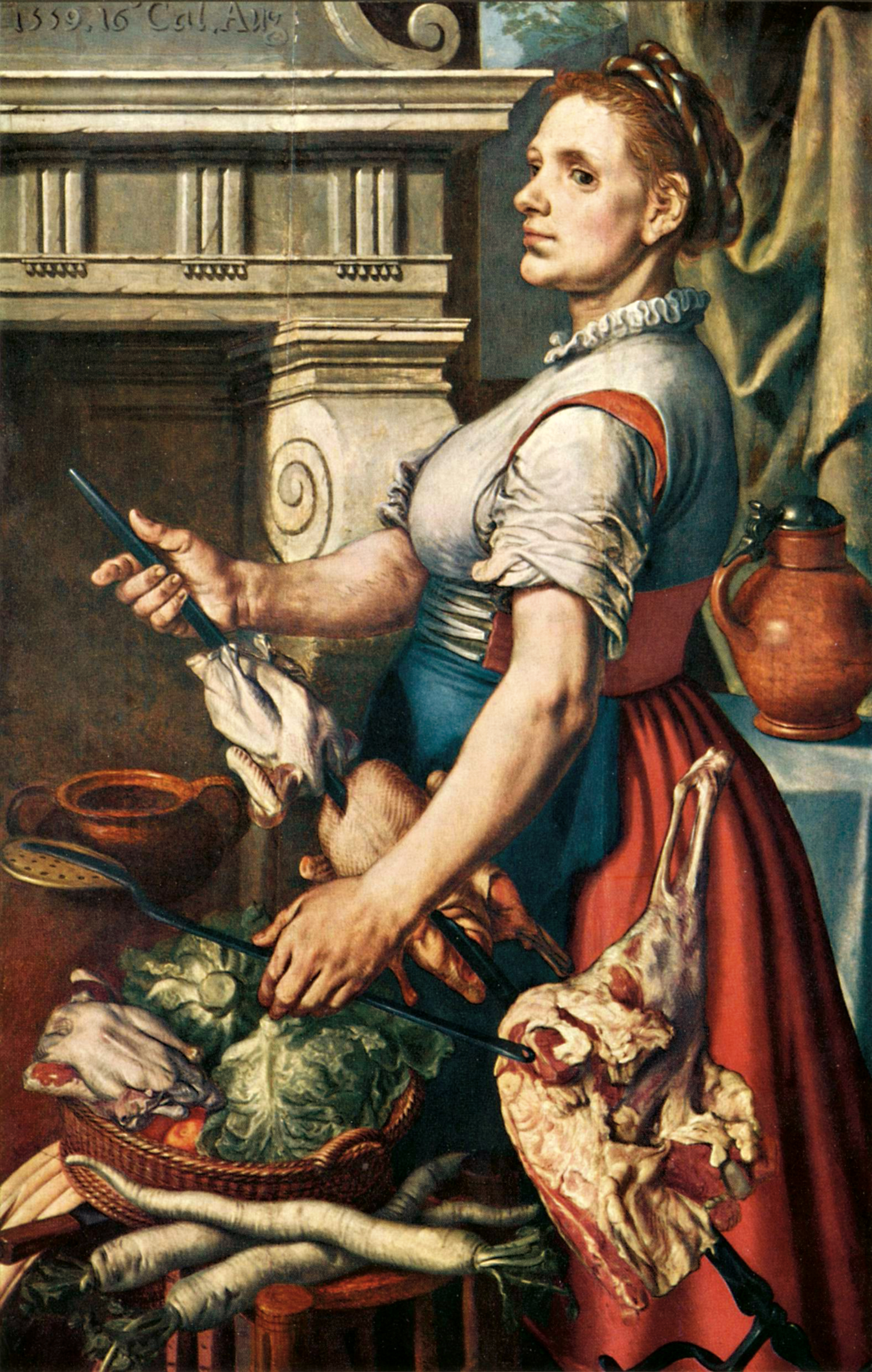
De keukenmeid (1559) Pieter Aertsen, Koninklijke Musea voor Schone Kunsten, Brussel
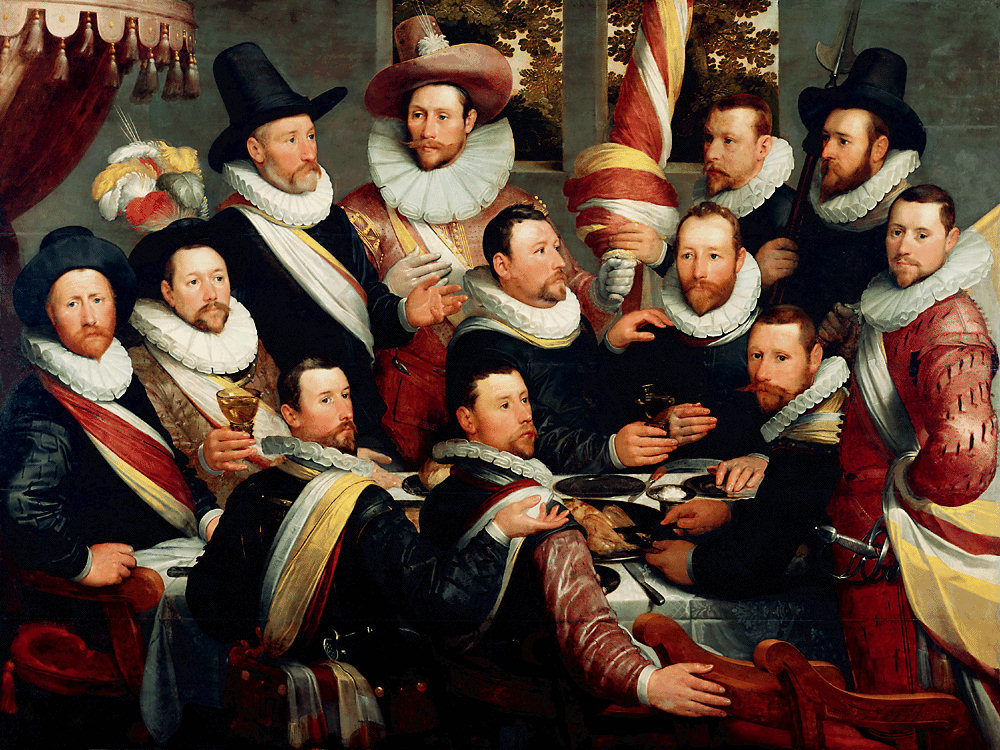
Banket van de officieren van de St. Jorisdoelen (1599) Cornelis van Haarlem, Frans Hals Museum

## Bouwkunst

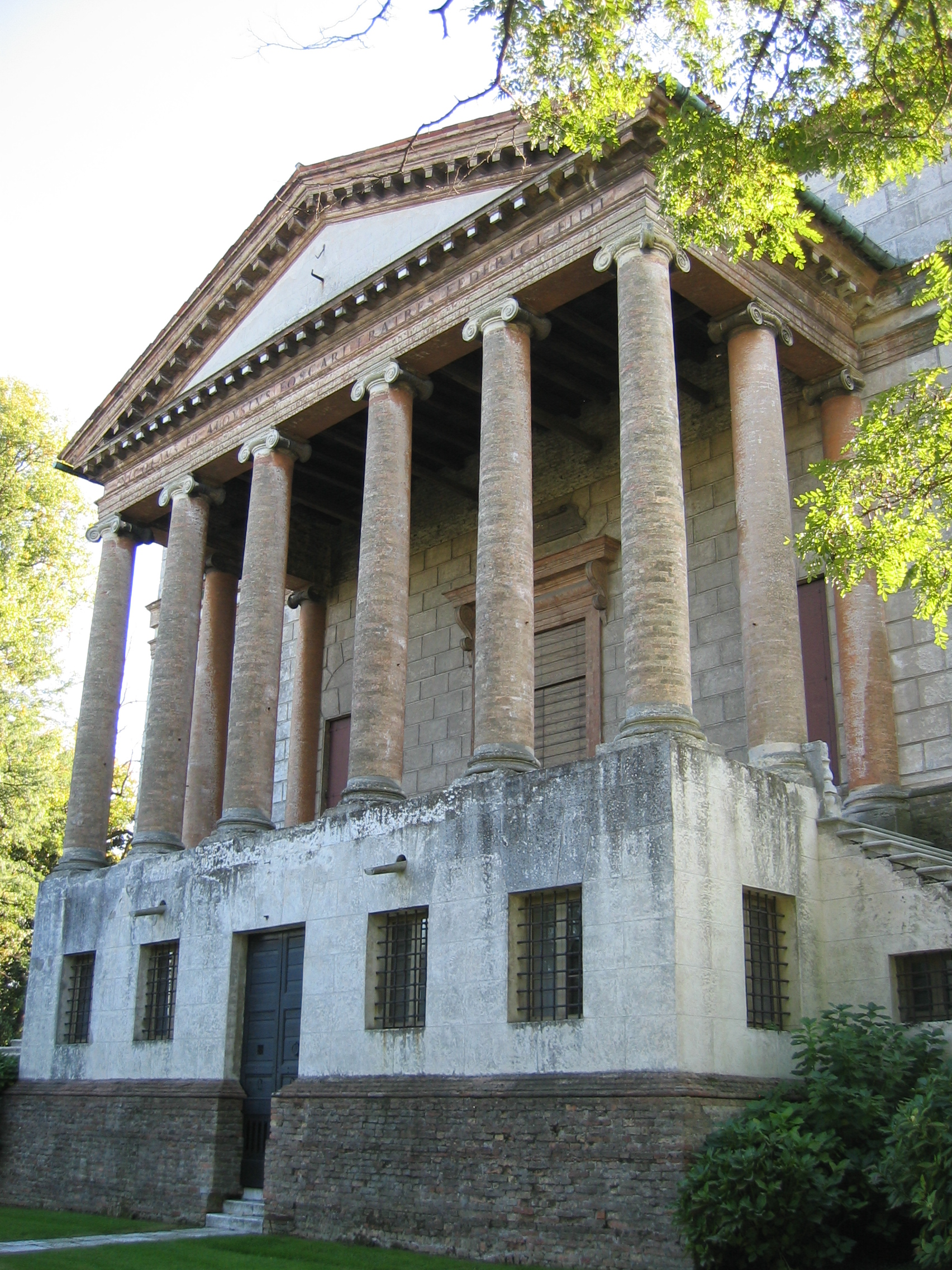
Villa Foscari (ca. 1559) Andrea Palladio, Malcontenta di Mira (Italië)

## Geboren
november
- 15 - Albrecht van Oostenrijk, landvoogd van de Zuidelijke Nederlanden (overleden 1621)

datum onbekend
- (ca.) - Jacobus Arminius (te Oudewater), predikant en godsgeleerde tijdens de Tachtigjarige Oorlog. Stichter van de remonstrantse kerk (overleden 1609)

## Overleden
januari
- 1 - Christiaan III van Denemarken (55), koning van Denemarken en Noorwegen
- 25 - Christiaan II van Denemarken (77), koning van Denemarken en Noorwegen

juli
- 10 - Hendrik II (40), koning van Frankrijk

augustus
- 18 - Paus Paulus IV (83), eerste paus (1555 tot 1559) van de contrareformatie

september
- 6 - Benvenuto Tisi (~78), Italiaans kunstschilder

oktober
- 4 - Filips III van Nassau-Weilburg (55), graaf van Nassau-Weilburg
- 6 - Willem de Rijke, echtgenoot van Juliana van Stolberg en vader van Willem de Zwijger

november
- 26 - Adolf van Nassau-Saarbrücken (33), graaf van Saarbrücken en Saarwerden